# Chassy (Saona i Loira)
Chassy és un municipi francès, situat al departament de Saona i Loira i a la regió de Borgonya - Franc Comtat. L'any 2007 tenia 354 habitants.

## Demografia

### Població
El 2007 la població de fet de Chassy era de 354 persones. Hi havia 136 famílies, de les quals 24 eren unipersonals (20 homes vivint sols i 4 dones vivint soles), 48 parelles sense fills, 52 parelles amb fills i 12 famílies monoparentals amb fills.
La població ha evolucionat segons el següent gràfic:
Habitants censats

### Habitatges
El 2007 hi havia 158 habitatges, 138 eren l'habitatge principal de la família, 10 eren segones residències i 10 estaven desocupats. Tots els 158 habitatges eren cases. Dels 138 habitatges principals, 115 estaven ocupats pels seus propietaris, 22 estaven llogats i ocupats pels llogaters i 1 estava cedit a títol gratuït; 7 tenien dues cambres, 15 en tenien tres, 42 en tenien quatre i 74 en tenien cinc o més. 121 habitatges disposaven pel capbaix d'una plaça de pàrquing. A 44 habitatges hi havia un automòbil i a 88 n'hi havia dos o més.

### Piràmide de població
La piràmide de població per edats i sexe el 2009 era:
| Homes | Edats   | Dones |
| ----- | ------- | ----- |
| 0     | 95 o +  | 0     |
| 0     | 90 a 94 | 0     |
| 0     | 85 a 89 | 0     |
| 0     | 80 a 84 | 0     |
| 12    | 75 a 79 | 4     |
| 16    | 70 a 74 | 16    |
| 4     | 65 a 69 | 16    |
| 4     | 60 a 64 | 16    |
| 20    | 55 a 59 | 0     |
| 8     | 50 a 54 | 16    |
| 4     | 45 a 49 | 8     |
| 20    | 40 a 44 | 8     |
| 8     | 35 a 39 | 16    |
| 24    | 30 a 34 | 8     |
| 0     | 25 a 29 | 12    |
| 4     | 20 a 24 | 12    |
| 12    | 15 a 19 | 12    |
| 16    | 10 a 14 | 8     |
| 12    | 5 a 9   | 12    |
| 8     | 0 a 4   | 8     |

## Economia
El 2007 la població en edat de treballar era de 229 persones, 174 eren actives i 55 eren inactives. De les 174 persones actives 160 estaven ocupades (95 homes i 65 dones) i 14 estaven aturades (2 homes i 12 dones). De les 55 persones inactives 13 estaven jubilades, 18 estaven estudiant i 24 estaven classificades com a «altres inactius».

### Ingressos
El 2009 a Chassy hi havia 142 unitats fiscals que integraven 366 persones, la mediana anual d'ingressos fiscals per persona era de 18.120 €.

### Activitats econòmiques
Els 2 establiments que hi havia el 2007 eren d'empreses de serveis.
L'any 2000 a Chassy hi havia 16 explotacions agrícoles que ocupaven un total de 1.020 hectàrees.

## Equipaments sanitaris i escolars
El 2009 hi havia una escola elemental integrada dins d'un grup escolar amb les comunes properes formant una escola dispersa.

## Poblacions més properes
El següent diagrama mostra les poblacions més properes.